# André de Baudement
André de Baudement (? - 1042) foi um nobre da Idade Média francesa, tendo sido conde de Braine e senescal de Champagne.

## Relações familiares
Foi filho de Hugo de Braine e de Ade de Soissons (c. 1060 -?), filha de Guilherme Busac (c. 1020 - 1076) e de Adelaide de Soissons. Casou com Inês de Braine, de quem teve:
1. Guido de Baudement (? - 1144) Conde de Braine, território da atual região administrativa da Picardia, no departamento de Aisne[2][3][4][5]. Casado com Alix de Braine.